# Chrysotus flavipalpis
Chrysotus flavipalpis är en tvåvingeart som beskrevs av Van Duzee 1930. Chrysotus flavipalpis ingår i släktet Chrysotus och familjen styltflugor. Inga underarter finns listade i Catalogue of Life.